# Pavel Karelin
Pavel Vladimirovič Karelin (in russo Павел Владимирович Карелин?; Nižnij Novgorod, 27 aprile 1990 – Nižnij Novgorod, 9 ottobre 2011) è stato un saltatore con gli sci russo.

## Biografia
In Coppa del Mondo esordì il 30 novembre 2007 a Kuusamo (8°) e ottenne il primo podio il 15 febbraio 2009 a Oberstdorf (2°). In carriera prese parte a un'edizione dei Giochi olimpici invernali, Vancouver 2010 (33° nel trampolino normale, 38° nel trampolino lungo, 10° nella gara a squadre), a due dei Campionati mondiali (9° nella gara a squadre a Liberec 2009, nella gara a squadre dal trampolino normale e nella gara a squadre dal trampolino lungo a Oslo 2011 i migliori risultati) e a una dei Mondiali di volo, Oberstdorf 2008 (5° nella gara a squadre il miglior risultato).
È morto il 9 ottobre 2011 a causa di un incidente automobilistico presso la sua città natale.

## Palmarès

### Coppa del Mondo
- Miglior piazzamento in classifica generale: 23º nel 2011
- 3 podi (1 individuale, 2 a squadre):
  - 2 secondi posti (1 individuale, 1 a squadre)
  - 1 terzo posto (a squadre)

#### Torneo dei quattro trampolini
- 1 podio di tappa[2];
  - 1 secondo posto